# Andrena deserta
Andrena deserta är en biart som beskrevs av Warncke 1974. Andrena deserta ingår i släktet sandbin, och familjen grävbin. Inga underarter finns listade i Catalogue of Life.